# Aperileptus plagiatus
Aperileptus plagiatus là một loài tò vò trong họ Ichneumonidae.